# 러브레터 (드라마)
《러브 레터》는 2003년 2월 10일부터 2003년 4월 1일까지 방송되었던 MBC 월화 드라마였다.

## 주제
1. 철학 : 신성(신의 세계)과 신성모독(신에 반하는, 인간의 세계) 사이에서 끊임없이 방황하며 고뇌하는 안드레아의 이야기.
2. 종교 : 가톨릭 사제가 되기까지의 어느 한 부제(안드레아 부제 or 안드레아 수사)의 일대기.
3. 사랑 : 인간애(신과 인간의 사랑)와 이성애(인간과 인간의 사랑).

## 등장 인물

### 주요 인물
- 조현재 : 이우진 / 안드레아 역 (아역 : 유승호)
- 지진희 : 정우진 역
- 수애 : 조은하 역

### 그 외 인물
- 손현주 : 베드로 신부 역
- 김윤경 : 서영 역
- 권민중 : 에스델 수녀 역
- 윤유선 : 젬마 수녀 역
- 주현 : 정명우 역
- 김영애 : 임경은 역 (아역 : 남상미)
- 윤희주 : 태환친구 역
- 이설아 : 혜정 역
- 양희경 : 마리아 아줌마 역
- 조윤희 : 정유리 역 (아역 : 고주연)
- 김영임 : 정우진 비서 역
- 원종례
- 최범호
- 김일웅
- 박주희
- 백종헌
- 성한석 : 태석 역
- 서현기 : 태환 역
- 성수현
- 전성애
- 윤주상 : 주교 역
- 권은아 : 고모 역
- 이원재 : 고모부 역
- 최재형 : 경은 기사 역
- 이지수 : 미혜 역
- 공재원
- 최은미
- 김학준 : 어린 태석 역
- 양현태
- 조명진
- 김태현 : 조현근 역
- 염재욱
- 오협
- 정승재
- 강보라
- 장경희
- 이상이
- 전익령
- 최자혜
- 신동미
- 문보연
- 지양명
- 주우
- 유진수
- 변진홍
- 홍상혁
- 현숙희
- 한예린
- 손영준 : 성욱 역
- 이종혁 : 어린 이진수 역
- 김은수 : 혜원 역
- 박팔영 : 윤교수 역
- 성인자 : 가정부 역

## 수상 사항
- 2003년 MBC 연기대상 여자 신인상 (수애)